# نلمیس-نوس
نلمیس-نوس (به لاتین: Nelmin-Nos) یک شهرک در روسیه است که در استان آرخانگلسک واقع شده‌است.